# 厉树雄

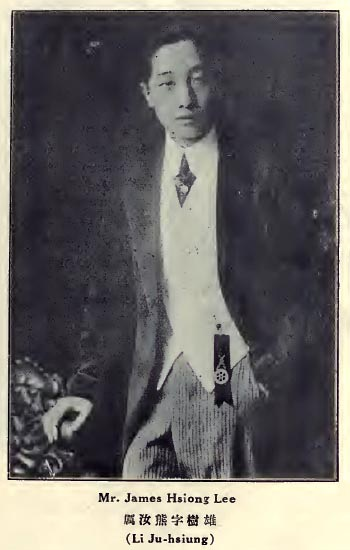

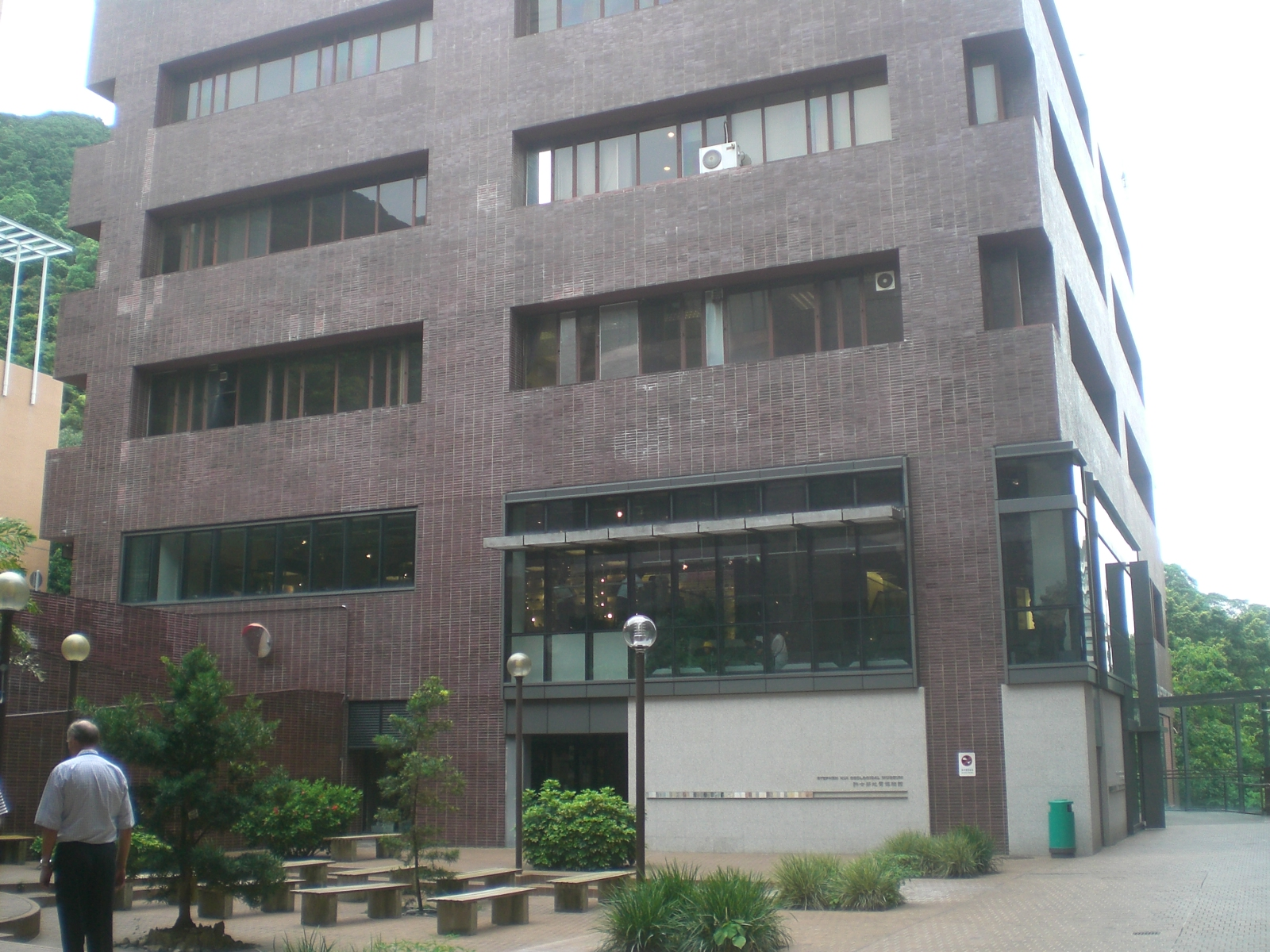
香港大學薄扶林校園內的一幢建築物名為厲樹雄樓

厉树雄（1891年—1987年11月4日），英文名：James Lee，名汝熊，字树雄，以字行。原旧上海横跨房地产、信托、保险、煤电、纺织、绒线等领域的巨商，精通英语。宁波奉化人。他也是意商华义银行第一任买办，英商会德丰公司买办。其以创制“小囡牌”绒线闻名上海滩。厉树雄也是第一个在美国白宫工作的亚洲人。
厉设有“厉树雄教育卫生奖”。
於上海虹桥路2409号，厲樹雄家族留有厉树雄别墅。

## 外部參考
- 厲樹雄[永久]